# Mîhailivka, Hrebinka
Mîhailivka (în ucraineană Михайлівка) este un sat în comuna Stukalivka din raionul Hrebinka, regiunea Poltava, Ucraina.

## Demografie
Componența lingvistică a localității Mîhailivka
     Ucraineană (98,77%)
     Belarusă (1,23%)
Conform recensământului din 2001, majoritatea populației localității Mîhailivka era vorbitoare de ucraineană (98,77%), existând în minoritate și vorbitori de belarusă (1,23%).